# 勐波羅河

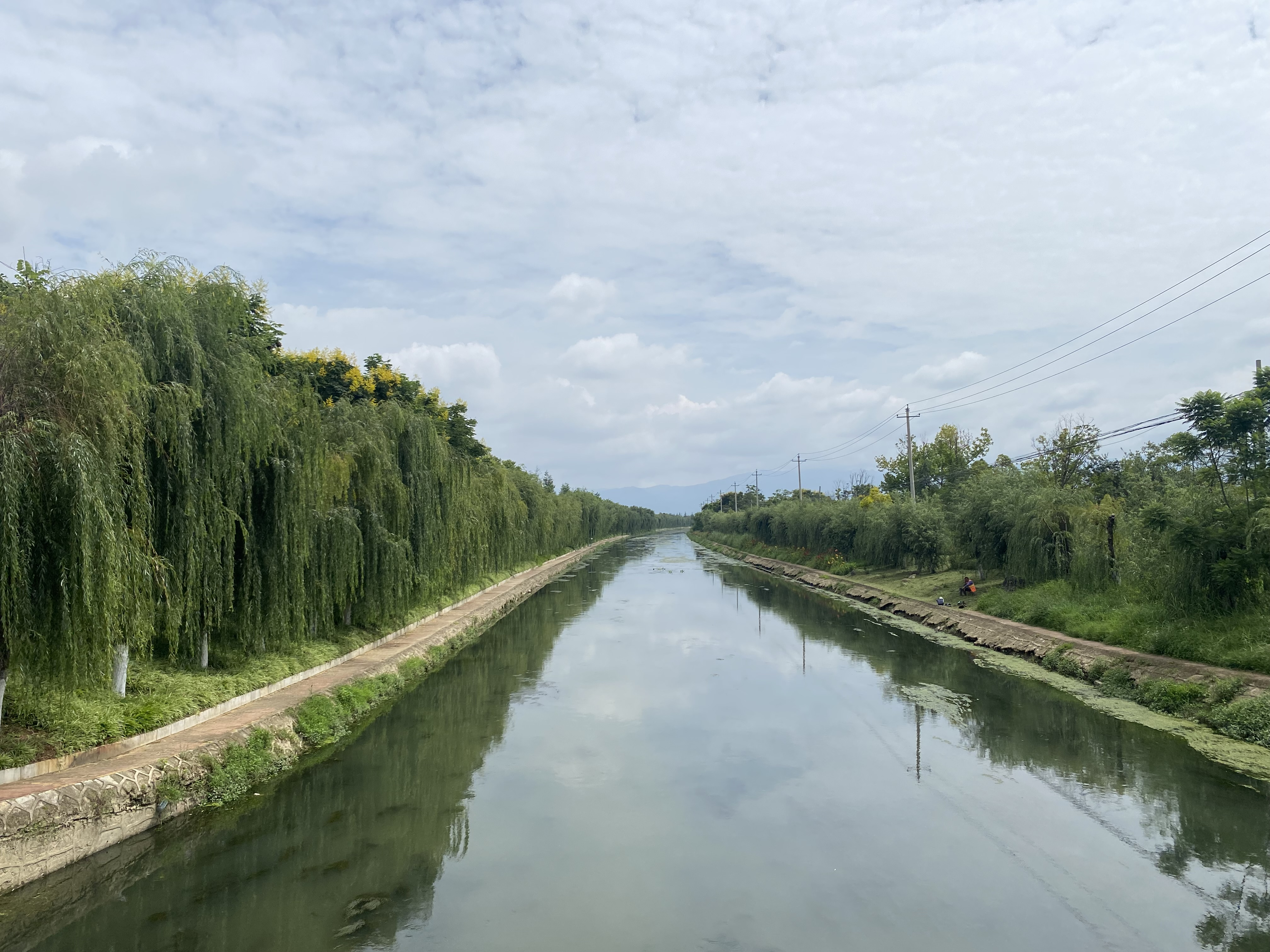
保山东河

勐波羅河，又名枯柯河，是怒江左岸的支流，發源於雲南省保山市隆陽區老營，上游称东河、湾甸河，河長182公里，流域面積6,594平方公里，是怒江水系下游最大的支流。勐波羅河水系支流眾多，較大支流有永康河、姚關河、萬瓦河等。勐波羅河幹流在施甸縣、永德縣、龍陵縣交界處匯入怒江。